# Старі Кандри
Старі Кандри́ (рос. Старые Кандры, башк. Иҫке Ҡандра) — село у складі Туймазинського району Башкортостану, Росія. Входить до складу Кандринської сільської ради.
Населення — 308 осіб (2010; 330 у 2002).
Національний склад:
- татари — 69 %
- башкири — 27 %

У селі народився Герой Радянського Союзу Габдрашитов Фазулла Габдуллинович (1903-1975).